# Uddeholm
Uddeholm é um grupo de origem sueca que fabrica e comercia aços para ferramentas. Presente em mais de cem países, foi fundada em 1668, no condado sueco de Varmlândia. 
A Uddeholm, no Brasil, é uma divisão da Aços Böhler-Uddeholm, empresa instalada em São Bernardo do Campo, no estado de São Paulo, fundada em 1948. A linha de negócios da companhia inclui a comercialização de produtos de metal semi-acabados.